# IC 881
IC 881 ist eine Spiralgalaxie vom Hubble-Typ Sa mit aktivem Galaxienkern im Sternbild Coma Berenices am Nordsternhimmel. Sie ist schätzungsweise 311 Millionen Lichtjahre von der Milchstraße entfernt und hat einen Durchmesser von etwa 150.000 Lichtjahren. Vermutlich bildet sie gemeinsam mit  IC 882 ein gravitativ gebundenes Galaxienpaar.
Das Objekt wurde am 22. Juli 1892 vom französischen Astronomen Stéphane Javelle entdeckt.